# Karol Przybyłowicz
Karol Stanisław Przybyłowicz (ur. 9 czerwca 1930 w Gliniku Mariampolskim) – prof. zw. dr hab. inż., profesor Politechniki Świętokrzyskiej w Kielcach, kierownik Katedry Materiałoznawstwa i Obróbki Cieplnej.
Ukończył liceum hutnicze w Stalowej Woli. W latach 1949–1951 pracował jako technolog w Hucie Stalowa Wola. W 1956 ukończył studia na Akademii Górniczo-Hutniczej im. Stanisława Staszica. Pracę w AGH rozpoczął w 1954 jako zastępca asystenta w Zakładzie Rentgenografii Metali Katedry Metalografii i Obróbki Cieplnej Wydziału Metalurgicznego. W 1962 uzyskał doktorat. Do 1992 był pracownikiem Akademii Górniczo-Hutniczej im. Stanisława Staszica w Krakowie, gdzie zorganizował Zakład Analiz Strukturalnych i przez kilkanaście lat był kierownikiem studiów doktoranckich oraz organizatorem ogólnopolskich seminariów młodych metaloznawców. W 1970 habilitował się. W 1977 uzyskał tytuł profesora nadzwyczajnego, a w 1985 zwyczajnego. W latach 80. był współpracownikiem eksperckim Huty Warszawa. Był też konsultantem Huty Jedność i Huty Zawiercie. W latach 1995-2005 był kierownikiem Katedry Metaloznawstwa i Technologii Materiałowych Wydziału Mechatroniki i Budowy Maszyn Politechniki Świętokrzyskiej.
Był członkiem komisji naukowych PAN. Należał do rady programowej czasopisma „Przegląd Techniczny”.

## Osiągnięcia naukowe
Był autorem prac z zakresu dyfuzji boru w stal. Ujawnił anizotropię twardości borków. Opracował autorską powłokę antyrefleksyjną. Opublikował ok. 200 tekstów i był autorem bądź współautorem ośmiu patentów. Prowadził badania z zakresu inżynierii powierzchni.

## Odznaczenia
- Krzyż Oficerski Orderu Odrodzenia Polski[3]
- Krzyż Kawalerski Orderu Odrodzenia Polski[1]
- Złoty Krzyż Zasługi[1]
- Medal 40-lecia PRL[1]
- Medal Komisji Edukacji Narodowej[3]
- Odznaka Za zasługi dla Ziemi Krakowskiej[1]
- Odznaka Za pracę społeczną dla miasta Krakowa[1]